# 夢世界
《夢世界》（ユメセカイ）是戶松遥第9張單曲唱片，電視動畫《刀劍神域》艾恩葛朗特篇的片尾曲。於2012年7月25日由Music Ray'n發行。

## 概要
《夢世界》為前作《Oh My God♥》推出後約1年的作品，亦為2012年的第1作。於2012年5月26日，戶松所隸属的聲優組合sphere在GRAND CUBE大阪舉行巡迴演唱會「〜Sphere's orbit live tour 2012〜」期間正式公佈該作發售的消息。
標題曲《夢世界》（ユメセカイ）為電視動畫《刀劍神域》安格特篇的片尾曲。由《Baby Baby Love》開始，戶松連續3張單曲的標題曲均作為電視動畫的主題曲。
該唱片分為3個版本推出，分別為初回生產限定盤、通常盤、SAO盤（期間限定盤），在初回生產限定盤中附屬1張DVD，內容為標題曲《夢世界》的音樂影片以及該作15秒與30秒版本的電視廣告片段。SAO盤（期間限定盤）為精裝版，在封套上印有動畫圖案，該圖案為亞絲娜的插畫，由原作小說從插畫家abec所繪畫。再者，全部初回生產的CD內均附有包含編號的宣傳單張，亦與SAO盤同為精裝版。

## 銷售成績
於2012年8月6日公佈的Oricon週間最高順位獲得第13位。在初發售就錄得賣出1.3萬張的記錄，不過仍進不了頭10名。
於7月24日公佈的Oricon日間最高順位為第14位，於7月25日的最高位為12位、7月26日及28日為13位、27日為14位、29日為19位、30為17位，連續7日均為前20名之內。另外，於2012年7月度的Oricon月間最高順位中獲得第41位。估計當時已賣出1.5萬張。
於2012年8月6日在Billboard JAPAN HOT 100公佈的資料為45位、Billboard JAPAN Hot Singles Sales為11位、Billboard Hot Animation為6位。再者，於2012年8月4日播放的COUNT DOWN TV內This Week's TOP 100中獲得第19位。

## 評價
在CD Journal的評價為「柔軟與透明感並存的媒體歌曲。而B面的《Issai Gassai》，則在歌聲中帶有競技啦啦隊風格的歡樂、為感受戶松天真無邪一面的樂曲（柔らかさと透明感のあるミディアムソング。カップリング曲の「Issai Gassai」は、チアリーディング風の掛け声が楽しい、彼女のおちゃめな一面が楽しめる一曲）」。

## 收錄曲
全編曲：古川貴浩
1. 夢世界 [4:49]
作詞：古屋真、作曲：南田健吾
電視動畫《刀劍神域》安格特篇的主題曲
為帶有《刀劍神域》世界觀意識的樂曲[1][6]，戶松在錄音期間是以自己配音的亞絲娜的心境來演繹[7]，而錄音監督則指示使用「大人的氣氛」來演繹[8]。再者，歌詞的內容為描述不放棄夢想與希望的心情[9]。
於戶松單曲內的標題曲中為初次使用敘事曲[1]，在處理表達歌曲意識的問題上下了不少苦工[9]。
2. Issai Gassai [3:58]
作詞・作曲：古川貴浩
為讓人感受現場歡樂的快歌[6]，在錄音期間可說將張力提高的挑戰[9]。該曲的名稱為（意思為「全部」）的羅馬字，因此這四字熟語實為歌名的關鍵詞[6]。
3. 夢世界（Instrumental）

DVD（附屬於初回生產限定盤中）
1. 夢世界（Music Clip）
2. 夢世界（TV Spot 15sec+30sec）

## 收錄作品

### 收錄大碟
| 發售日        | 大碟名稱         | 參考            |
| 夢世界（）    | 夢世界（）       | 夢世界（）      |
| ------------- | ---------------- | --------------- |
| 2013年1月16日 | Sunny Side Story | 第2張錄音室專輯 |
| Issai Gassai  |                  |                 |
| 2013年1月16日 | Sunny Side Story | 第2張錄音室專輯 |

### 翻唱
| 發售日       | 歌曲   | 收录大碟   | 备注             |
| ------------ | ------ | ---------- | ---------------- |
| 2014年1月1日 | 夢世界 | 《虹之音》 | 蓝井艾露翻唱版本 |

## 資料來源
1. 1 2 3  Haru Calendar（戶松遥）. . 戶松遥官方網誌. 2012-05-26  [2012-07-21]. （原始内容存档于2016-03-05）.
2. ↑  . 娜塔莉. 2012-07-24  [2012-07-26]. （原始内容存档于2016-03-04）.
3. ↑  . おた☆スケ. New Akiba. 2012-08-01  [2012-08-02]. （原始内容存档于2019-07-30）.
4. ↑  . おた☆スケ. New Akiba. 2012-07-25  [2012-08-02]. （原始内容存档于2019-07-30）.
5. ↑  . CD Journalル. 2012-07-25  [2012-08-27]. （原始内容存档于2019-10-29）.
6. 1 2 3  Haru Calendar（戶松遥）. . 戶松遥官方網誌. 2012-07-25  [2012-07-26]. （原始内容存档于2016-03-05）.
7. ↑  （日語）聲優Grand Prix (主婦之友社). 2012, (2012年8月號): 17頁. ISBN 491-0-05-5870823 请检查|isbn=值 (帮助). 缺少或|title=为空 (帮助)
8. ↑  月刊Newtype (角川書店). 2012, (2012年8月号): 70頁. ISBN 491-0-07-0090824 请检查|isbn=值 (帮助). 缺少或|title=为空 (帮助)
9. 1 2 3  聲優Grand Prix (主婦之友社). 2012, (2012年8月號): 18頁. ISBN 491-0-05-5870823 请检查|isbn=值 (帮助). 缺少或|title=为空 (帮助)

## 外部連結
- 於Sony Music Entertainment的介紹頁
  - 初回限定盤
  - 通常盤
  - SAO盤（期間限定盤）